# Petrus rupestris
Petrus rupestris är en fiskart som först beskrevs av Valenciennes, 1830.  Petrus rupestris ingår i släktet Petrus och familjen havsrudefiskar. Inga underarter finns listade i Catalogue of Life.